# Intel AppUp
Intel AppUp center — цифровой магазин для существующего и нового программного обеспечения, приложений, контента и развлечений, разработанный корпорацией Intel Corporation для Ultrabook устройств, нетбуков, ноутбуков и персональных компьютеров на основе Microsoft Windows. Peter Biddle, назвал Intel AppUp «крупнейший в мире магазин приложений, о котором никто никогда не слышал.» Intel AppUp имеет представительства в более чем 60 странах с возможностью проведения операций в более чем 45 странах на 5 языков.
Пользователи могут просматривать каталог приложений для скачивания и покупки. Приложения доступны в различных категориях, в том числе книги, бизнес, образование, развлечения, финансы, игры, образ жизни, музыка, карты и навигация, новости, фото, производительность, рекомендации, магазины, соц. сети, спорт, путешествия, коммунальные услуги и погода. Intel AppUp центр доступен на английском, французском, немецком, итальянском и испанском языках.
Подать заявку на публикацию можно посредством программы разработчика Intel AppUp.
В начале 2014 года компания Intel объявила, что AppUp прекратит работать 11 марта 2014 года.

## История
Впервые Intel выпустила Intel AppUp в качестве бета-версии в январе 2010 года на выставке потребительской электроники CES. На выставке CES компанию Intel представлял главный исполнительный директор Пол Отеллини. Он заявил, что первоначальный акцент Intel AppUp center будет направлен на нетбуки, и в конечном счете также появится на ПК, карманных устройствах, смартфонах, телевизорах и других устройствах. [1] 14 сентября 2010, Intel объявил что Intel AppUp center вышел из бета-версии.

## Поддерживаемые ОС
Intel AppUp поддерживает Windows 8, Windows 7 и Windows XP .
В частности, она поддерживает:
- Windows 8 32 & 64 bit
- Windows 7 Home Premium 32 & 64 bit
- Windows 7 Starter 32-bit
- Windows 7 Enterprise 64-bit
- Windows 7 Professional 32-bit
- Windows 7 Ultimate 32 & 64 bit
- Windows XP Home 32-bit SP3 with .NET Framework 3.5 SP1
- Windows XP Professional 32-bit with .NET Framework 3.5 SP1

## Intel AppUp разработчик программы
Разработчики Intel AppUp помогают разработчикам в написании и распространении приложений для Intel AppUp center и других партнерских магазинов приложений В центре внимания программы — Ultrabook устройства, нетбуки и компьютеры, включая планшеты, смартфоны, потребительскую электронику и другие устройства. Программа поддерживает C, C++, Java и Microsoft.NET приложения. По словам Бьёрна Тауберт, менеджера по маркетингу, программа дает «опытным и амбициозным разработчикам приложений основной канал», чтобы распространять свои приложения «для различных устройств получая до 70 процентов доходов».
Разработчики могут представлять приложения из следующих стран: Аргентина, Австралия, Австрия, Бельгия, Болгария, Бразилия, Канада, Чили, Колумбия, Коста-Рика, Кипр, Чешская Республика, Дания, Эквадор, Египет, Эстония, Финляндия, Франция, Германия, Греция , Гонконг, Венгрия, Индия, Индонезия, Ирландия, Израиль, Италия, Япония, Латвия, Литва, Люксембург, Малайзия, Мальта, Мексика, Нидерланды, Новая Зеландия, Норвегия, Народной Республики Китай, Филиппины, Польша, Португалия, Румыния, Россия, Сербия, Сингапур, Словакия, Словения, Южная Африка, Южная Корея, Испания, Швеция, Швейцария, Тайвань, Таиланд, Турция, Украина, Объединенные Арабские Эмираты, Соединенное Королевство, Соединенные Штаты, Венесуэла и Вьетнам.
Программа поддерживает разработку приложений для операционной системы MeeGo, начиная с февраля 2010 года.